# إد هغ
إد هغ (بالإنجليزية: Ed Hug)‏ هو لاعب كرة قاعدة أمريكي، ولد في 14 يوليو 1880 في فايتفيل في الولايات المتحدة، وتوفي في 11 مايو 1953 في سينسيناتي في الولايات المتحدة.

## وصلات خارجية
- إد هغ على موقعبيزبول رفرنس.كوم (الدوري الرئيسي) (الإنجليزية)
- إد هغ على موقع مشجعي الرسوم البيانية (الإنجليزية)